# 9号密西西比州州道
9号密西西比州州道（英語：Mississippi Highway 9，MS9）是美国密西西比州东北部阿巴拉契亚山脉的一条南北走向的州道，全长115.9英里（186.5），北起新奥尔巴尼以东，接30号密西西比州州道（MS30），南至阿克曼接12号密西西比州州道（MS12）。